# Universal City (Teksas)
Universal City je grad u američkoj saveznoj državi Teksas. Prema popisu stanovništva iz 2010. u njemu je živjelo 18.530 stanovnika.